# Cure thermale
Pour un article plus général, voir Thermalisme.
 (octobre 2024).
Une cure thermale est un traitement médical prescrit par un médecin (généraliste ou spécialiste) qui se déroule dans un établissement thermal sur trois semaines (en France), au cours desquelles le patient est traité pour son affection par les eaux minérales naturelles des sources thermales et par leurs produits dérivés (gaz, boues…). Héritière d'une pratique remontant à plusieurs siècles, l'efficacité thérapeutique de la cure thermale divise le corps médical et reste de faible niveau de preuve,. L'ensemble des techniques et savoirs mis en œuvre lors d'une cure thermale s’appelle la crénothérapie. La cure thermale s'inscrit dans le cadre général du thermalisme, c'est-à-dire l'exploitation commerciale de cette activité. 
La tradition de la médecine thermale est très forte en Europe. Elle existe également en Afrique du Nord (Algérie, Tunisie, Maroc), au Moyen-Orient (Israël, Jordanie) et au Japon. Les cures thermales sont également pratiquées en Nouvelle-Zélande, aux États-Unis, au Canada ainsi qu’en Amérique du Sud.
En France, la quasi-totalité des établissements thermaux est regroupée au sein du Conseil National des Exploitants Thermaux (CNETh), qui œuvre à la reconnaissance et à la valorisation de la médecine thermale et de ses acteurs.

## Cures thermales dans le monde

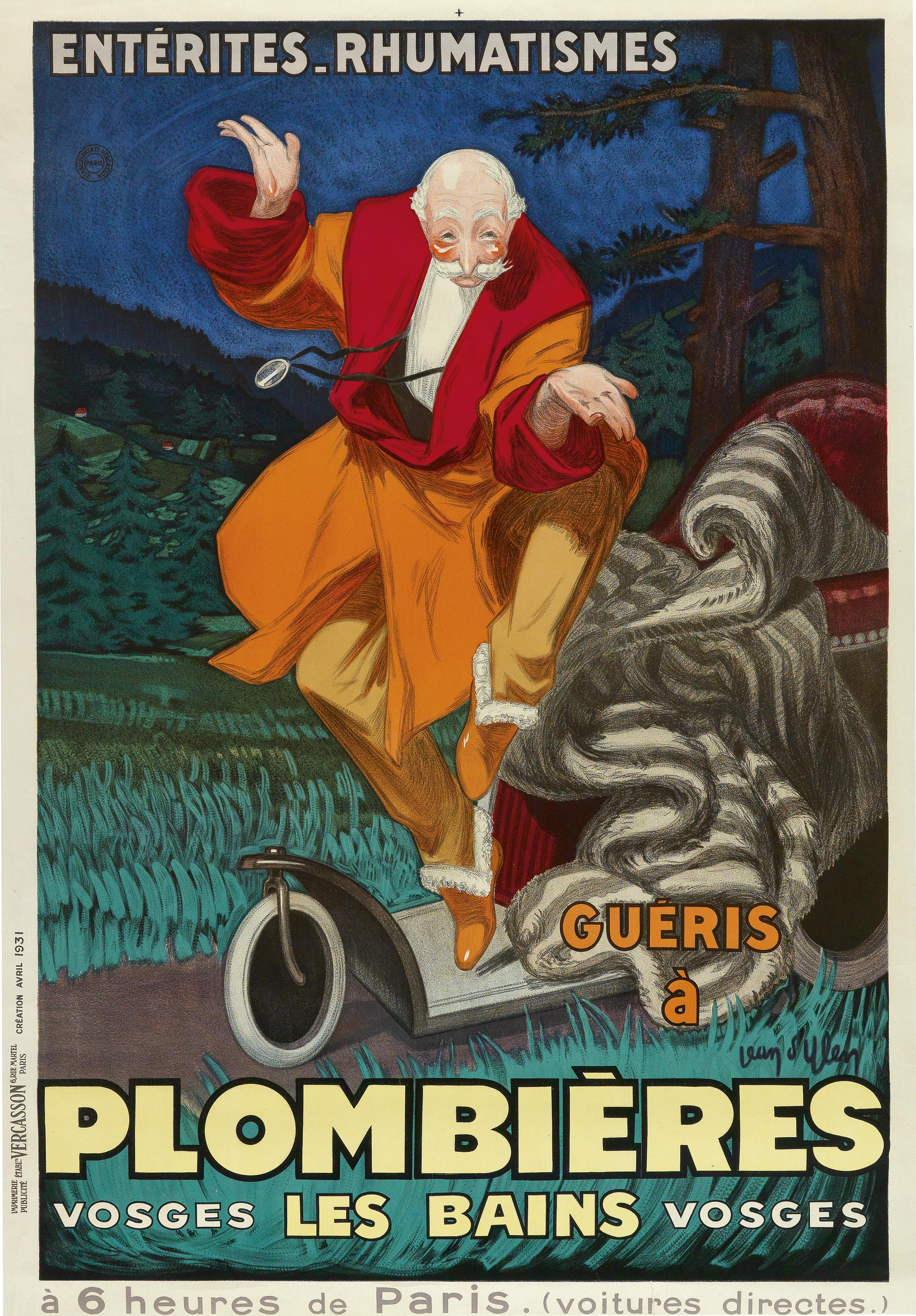
Plombières, affiche de 1931 par Jean d'Ylen faisant la promotion de la station thermale française de Plombières-les-Bains.

L’Europe est un continent de traditions thermales : l’Allemagne, l’Italie, l’Espagne, les pays de l’Est et la France sont des pays comparables du point de vue de l'histoire thermale.  Ces pays partagent les mêmes types d’eau, les mêmes soins et un personnel thermal (médecins thermaux, agents hydrothérapeutes et masseurs-kinésithérapeutes) similaire.  
Cependant, si l’offre est comparable, le statut des établissements thermaux et les niveaux de prise en charge des soins diffèrent d’un pays à l’autre. Dans certains pays par exemple, certains établissements thermaux sont considérés comme des établissements de santé et d’autres non, certains ont le droit de pratiquer des soins de suite (soins de rééducation après une hospitalisation), d’autres non. 
En Espagne, par exemple, c’est l’Assurance Vieillesse qui prend en charge les cures thermales. En France, les cures thermales sont remboursées par la Caisse d’Assurance Maladie. Il n’existe pas, à ce jour, d’offre générale commune à tous les pays européens. Ces disparités existent également au niveau de la recherche. La phrase du professeur Christian-François Roques résume la situation : « la recherche thermale est européenne mais la recherche européenne thermale reste à construire »
La recherche thermale s’appuie en effet sur quelques instituts universitaires dédiés et les études réalisées sont souvent publiées dans la presse scientifique européenne, principalement anglo-saxonne. Il n’existe pas aujourd’hui d’organisme européen reconnu en matière de recherche scientifique, ni de journal européen de la médecine thermale, par exemple. Des programmes de coopération transnationale voient le jour, comme le projet TERMARED, qui vise à stimuler le développement du secteur thermal dans le terroir du sud-ouest européen. Au niveau international, la Fédération Mondiale du Thermalisme et du Climatisme regroupe 14 membres et œuvre au développement du thermalisme dans le monde.

## Le traitement
Il existe deux types de traitement par les eaux thermales : 
- l’hydrothérapie externe, qui consiste en bains, en douches, en applications de boue, en pulvérisations, ou encore en massages :
- l’hydrothérapie interne, ensuite, comprenant notamment la cure de boisson, mais aussi l’aérosolthérapie, avec par exemple l’inhalation d’eau pulvérisée.

### L’application de soins
1. Hydrothérapie externe :
  - Douches (chaude, froide, au jet, haute pression),
  - Bains (gazeux) : en baignoire aérobain, hydrobain, carbogazeux,
  - Application de boue (illutation),
  - Kinésithérapie (piscine, massages sous eau thermale),
  - Pulvérisations ;
2. Hydrothérapie interne :
  - Aérosolthérapie (vapeurs thermales : inhalation, aérosol, injection et vaporariums),
  - Les douches, générales, à pression, filiformes, nasales, locales.

### Les pathologies traitées

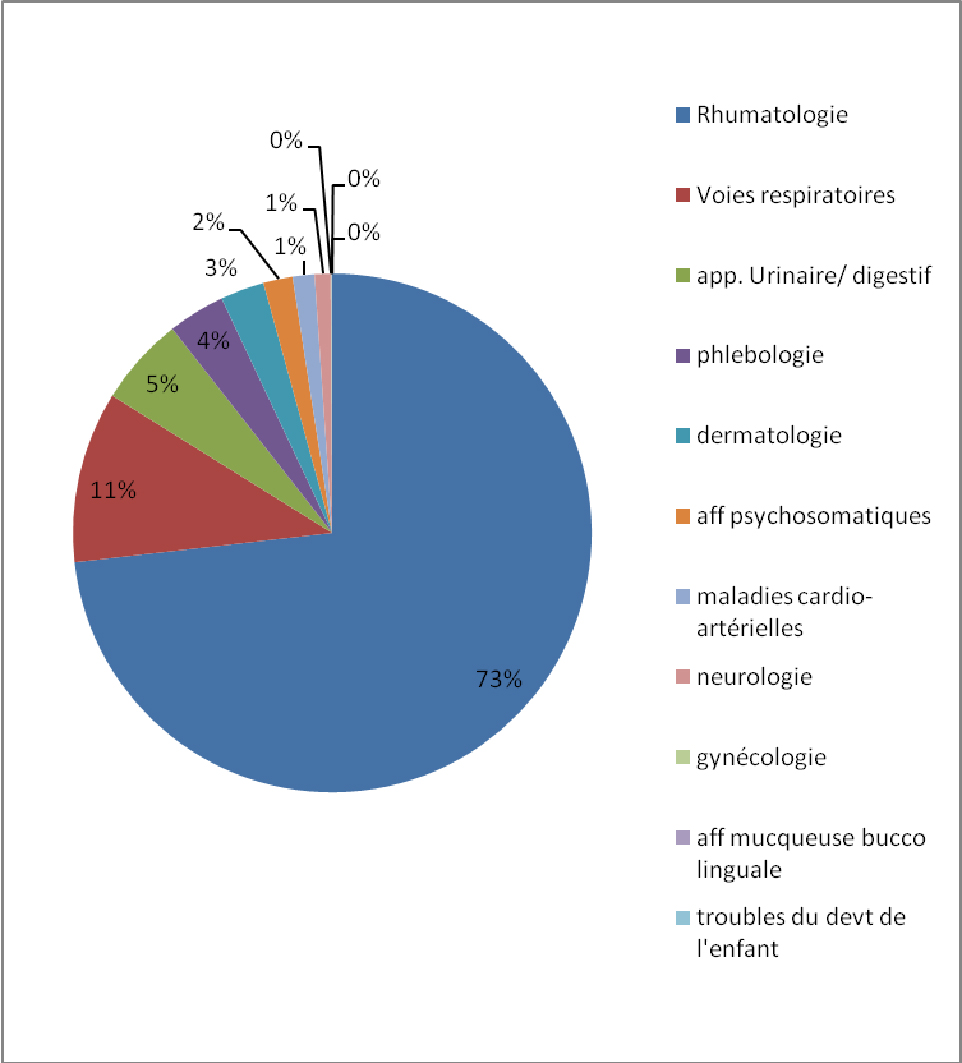
Répartition des types d'affections traitées par le thermalisme thérapeutique en 2008.

Les cures sont indiquées pour des maladies chroniques, en accompagnement d’un traitement classique ou en prévention de complications de certaines maladies.
La médecine thermale est préconisée pour diverses pathologies : certains processus dégénératifs, les allergies ou les maladies immunologiques telles que l’asthme, les dysfonctionnements métaboliques, ou encore les affections douloureuses comme l’arthrose, les rhumatismes et les sciatiques, etc.
Une cure thermale peut être utilisée en complément de traitements « classiques » ou peut, dans certains cas, être prescrite en première intention pour le traitement de maladies chroniques ou de séquelles cicatricielles. 
En France, 12 orientations thérapeutiques ont été définies par la Sécurité sociale pour les cures thermales, afin éventuellement de bénéficier d'une prise en charge financière :
1. Affections bucco-linguales : parodontopathie, aphtose ;
2. Troubles du développement de l’enfant : énurésie ;
3. Neurologie : séquelles motrices, vasculaires, parkinsoniennes, sclérose en plaques, fibromyalgie ;
4. Maladies cardio-artérielles : artérite, syndrome de Raynaud ;
5. Psychiatrie : troubles anxiodépressifs, trouble anxieux généralisé, état de stress prolongé, troubles du sommeil, sevrage de psychotropes, somatisation ;
6. Affections urinaires : calculs rénaux, infections urinaires chroniques, insuffisance rénale légère ;
7. Maladies digestives et troubles du métabolisme : colopathie, surpoids, obésité, affections du foie, de l’estomac, de la vésicule ;
8. Gynécologie : douleurs de l’appareil urogénital, troubles hormonaux ;
9. Dermatologie : eczéma atopique, psoriasis, brûlures et cicatrices, lichens, suites de traitement contre le cancer ;
10. Phlébologie : séquelles de phlébite, insuffisance veineuse (varice, douleur, ulcère), lymphoœdème ;
11. Voies respiratoires et ORL : rhinites, pharyngites, asthme, allergie, sinusite, otites ;
12. Rhumatologie : arthrose, cervicalgie et lombalgie chroniques[13], fibromyalgie, séquelles traumatiques et postopératoires, spondylarthrite, polyarthrite.

### Le suivi médical
En France, les soins sont prescrits par un médecin thermal à l'arrivée dans la station thermale. Le patient (dit « curiste ») est suivi pendant toute la cure et trois visites médicales sont recommandées durant le séjour, voire davantage si l’état du patient le nécessite.
Les cures thermales comprennent 3 semaines de soins. Cette durée permet notamment de provoquer une rupture avec l’environnement habituel du curiste. Les établissements proposent d’ailleurs, en complément des soins thermaux, des actions de sensibilisation et de prévention portant notamment sur l'hygiène de vie afin de permettre au curiste d’apprendre à mieux vivre avec sa maladie,.

## Différences entre cure thermale et thalassothérapie
La thalassothérapie a essentiellement une visée préventive.  Elle utilise uniquement l’eau de mer et les produits de l'environnement marin (algues, boue marine). Le principe préventif de la thalassothérapie est basé sur les oligo-éléments, les vitamines, les sels minéraux. 
Sur le plan de la réglementation, la thalassothérapie ne bénéficie d'aucune prise en charge par l'Assurance Maladie, bien que les soins soient surveillés médicalement. 
[non neutre]
Le thermalisme, lui, affiche essentiellement une visée curative. Lors d'une cure thermale, le curiste est sous la surveillance d’un médecin généraliste et les soins qu’il reçoit sont dispensés par des spécialistes (kinésithérapeutes, hydrothérapeutes, infirmiers…). Le thermalisme utilise des eaux minérales aux caractéristiques chimiques naturelles censées traiter des pathologies spécifiques. Une partie des soins est prise en charge par l’Assurance Maladie.

## La cure thermale dans le système de santé français

### Norme de qualité de l’eau
En France, s’il existe plusieurs types d’eaux, toutes les sources sont en revanche soumises aux mêmes conditions de reconnaissance, d’agrément et de contrôle. L’eau thermale doit être vierge de toute bactérie pathogène, de sa source jusqu’à son lieu d’utilisation.
La plupart des établissements thermaux français proposent aujourd’hui des installations et des soins respectueux des standards de qualité définis par la profession (normes Afnor). Les soins thermaux peuvent être suspendus en cas de détection de bactérie pathogène.
En 2010, le CNETh a lancé une démarche de certification Aquacert dans les stations thermales. Ces audits visent à garantir la sécurité et l’hygiène des équipements. Ils s’appuient sur un référentiel reprenant fidèlement les exigences sur le plan du « système certifiable » édictées à l'issue des travaux ayant réuni la Direction Générale de la Santé, la Haute Autorité de Santé, les consommateurs, les exploitants et les experts de la profession.

### La prise en charge par la Sécurité sociale en France
Depuis 1947, les cures thermales sont prises en charge par la Sécurité sociale, selon une grille de soins adaptée à chaque pathologie.
Chaque établissement de soins est agréé dans le traitement d’une ou plusieurs orientations thérapeutiques (en général 2) et tous sont conventionnés par la Sécurité Sociale. Seules les cures de 18 jours prescrites par un médecin sont remboursées.
Les soins de cure et le forfait de surveillance médicale (frais du médecin thermal) sont pris en charge à hauteur respective de 65 % et 70 %, parfois 100 % (dans le cadre de situations particulières comme les affectations de longue durée par exemple) par la Sécurité sociale. 
La Sécurité sociale rembourse, en fonction des revenus du curiste, une partie des frais de transport (voiture, train ou avion pour les personnes habitant les DOM-TOM) et partiellement l'hébergement.

### Les cures «libres»
De nombreuses stations thermales ont développé, en parallèle aux cures traditionnelles, des cures libres médicalisées, des séjours de remise en forme, ou de bien-être (cure mal de dos, sevrage tabagique, jambes lourdes…), d'une durée de quelques jours à une dizaine de jours (minicures). Ces cures libres ne sont pas remboursées par la Sécurité sociale.

### Évaluation des bénéfices de la cure thermale
L'efficacité thérapeutique des cures thermales et de la balnéothérapie en général fait l'objet d'un débat scientifique. En particulier dans le contexte français, un des rares pays où sont remboursées les cures thermales par la Sécurité sociale. En France, le débat se porte autour de la notion de service médical rendu (SMR) qui est le critère principal menant à la décision des autorités de santé de rembourser ou non un traitement. 

## Évaluation de l'efficacité des cures thermales

### Évaluation indépendante
En 2009, une revue de la littérature ne retrouve (en) pas de preuve d'efficacité de la balnéothérapie. L'organisation Cochrane fait état d'éléments limités de faible qualité méthodologique dans l'arthrose en 2008, et absents dans la polyarthrite rhumatoïde en 2015.

### L'AFRETh
En 2004, l'association nationale des maires de communes thermales (A.N.M.C.T.), la fédération thermale et climatique de France (FTCF) et le conseil national des exploitants thermaux (CNETH) ont créé l'association française pour la recherche thermale (AFRETh) dont le rôle est de promouvoir des études scientifiques sur le service médical rendu des cures thermales. L'AFRETh décrit ses missions comme suit :
- « apporter les éléments d’évaluation permettant à la médecine thermale de confirmer son utilité dans le service de santé publique » ;
- « assurer l’actualisation nécessaire des données scientifiques (et médico-économiques) relatives à la médecine thermale ».

Afin de juger du service médical rendu des cures thermales, les études scientifiques menées par l'AFRETh comparent et évaluent :
- la thérapeutique thermale avec des traitements classiques ;
- des cures immédiates ou différées ;
- la qualité et la stabilité des eaux et boues thermales ;
- l’intérêt médico-économique d’une cure.

### Études menées par l'AFRETh
Plusieurs études ont été menées par l’AFRETh :
- L'étude Thermarthrose[25] publiée dans Annals of Rheumatic Diseases, démontre que la cure thermale est plus efficace que les traitements habituels dans la prise en charge de l’arthrose du genou (décembre 2009). L’essai a recruté 462 patients qui ont été tirés au sort pour bénéficier soit de la cure thermale (dans trois stations rhumatologiques), soit du traitement non chirurgical habituel. Après le traitement, à 6 mois et à 9 mois, le groupe des curistes montre une amélioration de la fonction et de la douleur de 50 % supérieure à celles du groupe témoin[26].
- Selon l'étude Stop-Tag[27], la cure thermale serait plus efficace que le médicament dans le traitement du trouble anxieux généralisé[28].
- L’étude Maâthermes[29], publiée en novembre 2011, évalue le service médical rendu de la cure thermale (et conseils associés) dans la prise en charge du surpoids et de l’obésité par comparaison avec de simples conseils prodigués par un médecin de ville. Selon l’étude, la cure thermale de trois semaines est plus efficace qu'un accompagnement classique par le médecin traitant, avec une perte de poids de 3,8 kg au bout de 14 mois versus 1,56 kg [30].

### Critiques historiques
Historiquement, les critiques les plus récurrentes vis-à-vis de la médecine thermale sont celle du manque de rigueur des études scientifiques qui attestent du Service Médical Rendu des cures thermales, celle du rapport coût/bénéfice de la cure thermale jugé insuffisant.
Face à ces critiques, depuis le milieu des années 2000, le CNETh vise à démontrer scientifiquement l’efficacité de la médecine thermale par rapport à la médecine conventionnelle. Les récentes études publiées par le CNETh (Thermarthrose, Stop-Tag, Maâthermes) vont dans ce sens, tout comme les études visant à juger des rapports coût/bénéfices et coût/efficacité des cures thermales,,.

### Méthodologie des études et effet placebo
Les études menées sur l’efficacité des cures thermales sont parfois critiquées, notamment parce qu’elles ne font pas systématiquement appel à un essai comparatif contre placebo. 
Cette critique ignore cependant les spécificités de la cure thermale. En effet, il est impossible de réaliser une cure thermale placebo : le patient ne peut que s’apercevoir qu’il bénéficie ou non d’une cure thermale. 
Pour pallier cet inconvénient méthodologique, l’AFRETh (association française pour la recherche thermale) laisse ignorer au patient qu’il fait l’objet d’un tirage au sort, qu’il est inclus dans une étude épidémiologique ainsi que l’objectif de l’essai ou de l’étude.

## Communication de la profession
En 2010, le Conseil national des exploitants thermaux (CNETh) a décidé de lancer une campagne de communication visant à changer l'image sociale de la médecine thermale, notamment par des spots TV et une présence sur les réseaux sociaux.